# Presente (álbum)
Presente es el título del cuarto álbum de Bajofondo, formado por artistas argentinos y uruguayos; grabado en 2013.
La canción «Pide Piso» tiene un video, en el que se ve una aventura romántica contada en imágenes como los videojuegos de los años ochenta.
En 2013, ganó el Premio Grammy como mejor álbum instrumental.

## Lista de canciones
Todos los temas compuestos por Bajofondo excepto donde se indica:

| Presente |                                                  |          |  |
| N.º      | Título                                           | Duración |  |
| 1.       | «Intro»                                          |          |  |
| 2.       | «Código de barra»                                |          |  |
| 3.       | «Segundos afuera»                                |          |  |
| 4.       | «Pide piso»                                      |          |  |
| 5.       | «Nocturno»                                       |          |  |
| 6.       | «Pena en mi corazón»                             |          |  |
| 7.       | «Caminante»                                      |          |  |
| 8.       | «La trufa y el sifón»                            |          |  |
| 9.       | «Sabelo»                                         |          |  |
| 10.      | «Patrás»                                         |          |  |
| 11.      | «Oigo voces»                                     |          |  |
| 12.      | «Cuesta arriba»                                  |          |  |
| 13.      | «Rendezvous»                                     |          |  |
| 14.      | «Lluvia» (letra Fernando Santullo)               |          |  |
| 15.      | «Noviembre»                                      |          |  |
| 16.      | «Circular» (letra Roberto Musso y Martín Rivero) |          |  |
| 17.      | «A repechaje»                                    |          |  |
| 18.      | «Milongón»                                       |          |  |
| 19.      | «Así es (Propergol)»                             |          |  |
| 20.      | «Olvidate»                                       |          |  |
| 21.      | «Outro»                                          |          |  |